# 大脳的なランデブー
「大脳的なランデブー」（だいのうてきなランデブー）は、Kanariaの楽曲。2022年11月16日に各音楽配信サービスにてリリースされた。

## 概要
前作『QUEEN』から約3か月ぶりのリリースとなった。
本作は、テレビアニメ『チェンソーマン』第6話エンディングテーマとして書き下ろした楽曲で、テレビアニメの主題歌は自身初となり、同時に今までボカロPとして活動を行ってきた自身初の本人歌唱の楽曲となった。

## 収録内容
| #  | タイトル               | 作詞・作曲・編曲 | 時間 |
| -- | ---------------------- | ---------------- | ---- |
| 1. | 「大脳的なランデブー」 | Kanaria          | 2:12 |